# 김정민 (국악인)
김정민(金炡旼)은 대한민국의 국악인, 배우, 기업인이다.

## 방송
- 찬란한 여명 (1995)
- MBC 마당놀이 '옹고집전' (1995)
- MBC 마당놀이 '심봉사 심봤다' (2002)
- 왕의 여자 (2003)
- 명동백작 (2004)
- 판소리 명창대첩 광대전 5 (2020)
- KBS 생방송 좋은 아침입니다 “김정민의 민요기행”진행
- MBC 10시 임성훈입니다

“김정민의 우리소리 우습게 보지마라” 5회 연속강연
- KBS 추석특집 다큐멘터리 “김정민의 민요 기행”
- KBS 석가탄신일 특집다큐 음악 참가 석탄일 봉축행사 外
- MBC마당놀이 심봉사 심봤다 여주인공
- SBS 대하드라마 왕의 여자 애생 역, 국악작곡
- EBS 미니시리즈 ‘명동백작’ 임춘앵역
- 광주 MBC 얼씨구학당 초청강연(구정특집)
- 춘천, 원주, 전주 MBC 우리소리 강연
- KBS N세대 특강 초청 강연 연강
- EBS 기획특강 각 분야 5인 초청 강연
- KBS 문화동행 “김정민의 우리소리” 연강
- 대구KBS국악관현악단 협연 판소리 흥보가 눈대목 공연
- KBS2TV 명창 김정민의 완창판소리 흥보가 방영(공영방송최초)
- BBS불교방송 박범훈의 소리길여행 찬불가 특집 –김정민 편 출연
- 전주 MBC 판소리명창대첩 광대전 2020 대통령상 수상 8대 명창 출연
- 국악방송 국악계 판소리 명창들의 고품격 소리판 ‘판소리 소리로 그리다’ 출연

## 음반
- Heungboga (흥보가) (2018)
- 첫번째이야기 (2021)
- 잔칫날 (2022)
- 꽃비 (2022)
- 똑똑 (2022)

## 영화
- 휘모리 (1994) - 이임례 역

## 수상
- 남원명인 명창대회 대상
- 동아 콩쿨 대회 은상
- 전주대사습놀이 차상
- 체코슬로바키아 세계연극제 모노드라마 부문 대상
- 체코슬로바키아 세계 미인대회 대상 이스트로 폴리타나상
- 제32회 대종상영화제 신인여우상 (1994)
- 제19회 송만갑 판소리 고수대회 판소리명창부 대상 (대통령상) (2015)
- 대한국민운동본부 자랑스런 대한국민대상 문화예술부문 (2019)
- '중앙인의 날' 101주년 '자랑스런 중앙인상' (2019)
- 미국 조바이든 대통령 봉사상 금상 (2021)
- 로레타 웨인버그 상원의원, 고든 M 존슨 주 하원 의원 봉사상 (2021)
- 버겐 카운티 위원회 명예상 (2021)

## 경력
- 서울국악예술고등학교 교사 역임(1991~1998)

### 완창 공연
- 흥보가 16회 적벽가 4회 총 20회
- 2013 김정민의 첫 번째 소리여행  ‘흥보가’ 완창 / 국가문화재보호재단 풍류극장 -전석매진
- 2014 김정민의 두 번째 소리여행  ‘흥보가’ 완창 / 국가문화재보호재단 풍류극장 -전석매진
- 2014 김정민의 세 번째 소리여행  ‘흥보가’ 완창 / 국가문화재보호재단 풍류극장 -전석매진
- 2015 김정민의 네 번째 소리여행  ‘적벽가’ 완창 / 국가문화재보호재단 풍류극장 -전석매진
- 2015년 김정민의 다섯번째 소리여행 <흥보가>완창/ 세종문화회관 M시어터 공연 -전석매진
- 2016년 김정민의 여섯번째 소리여행  <흥보가 > 완창 공연, 연세 세브란스 소아암 돕기(1차) '작은 소망을 담아 어린이들에게 새생명을' / 창원성산아트홀 -전석매진
- 2016년 김정민의 일곱 번째 소리여행  ‘적벽가’ 완창 /국가문화재보호재단 풍류극장 -전석매진
- 2017년 김정민의 여덟번째 소리여행 '흥보가'완창 공연, 연세 세브란스 소아암 돕기(2차) '작은 소망을 담아 어린이들에게 새생명을'  / 한국의집 KOUS -전석매진
- 2017년 김정민의 아홉 번째 소리여행 ‘적벽가’ 완창 공연 / KBS아트홀 -전석매진
- 2018년 故박송희 명창 1주기 추모공연 ‘김정민의 열 번째 소리여행’ <흥보가> 완창 / 국가무형문화재보호재단 민속극장 풍류 -전석매진
- 2018년 명창 김정민의 열한번째 완창 판소리 흥보가 공연 / 국립극장 하늘극장  (티켓예매현황 : 전석매진)
- 2019년 김정민의 열두번째 완창 판소리 <흥보가> KBS녹화중계/한국문화의 집 KOUS – 전석매진
- 2019년 5월 25일 김정민의 열세 번 째 완창 판소리 <흥보가> 구미 명창 박록주 생가복원기금모금 및 40주기 추모 / 구미문화예술회관 대공연장-전석매진 세로넷 방송
- 2019년 12월 1일 김정민의 열 네 번 째 완창 판소리 <흥보가> 이탈리아 최초 완창 판소리Project Korean Traditional in Italy / Teatro Antonio Belloni (Barlassina, Italia) – 전석매진
- 2019년 12월 7일 김정민의 열다섯 번 째 완창공연 다섯마당 판소리 /경기아트센터
- 2021년 故박록주 명창 42주기 추모 열여섯 번 째 완창 ‘김정민의 박록주제 흥보가 완창’ 공연 / 구미 문화예술회관 세로넷 방송
- 2021년 12월 이탈리아 (로마Teatro Torlonia,피렌체teatro Niccolini,베네치아M9 district Museo 900) 17,18,19,20번째)판소리 완창 순회 공연
- 2022. 6.3 이탈리아 밀라노의 3대 극장(스칼라 오페라 하우스, 라 베르디 아우디토리움, 테아트로 달 베르메) 중 하나인 Teatro dal Verme(테아트로 달 베르메) 1436석  공연장에서 ‘적벽가’ 완창공연(21번째)(전석매진)
- 2023. 5.22 프랑스 파리 주한국문화원 '판소리4바탕4대목'공연(22번째)(전석매진)
- 2024년 1월 20일 명창 김정민 박록주제 박송희류 판소리 흥보가 스물세번째 완창 공연 예정

### 방송 정보
- MBC 마당놀이 ‘옹고집전’여주인공
- KBS 대하사극 ‘찬란한여명’ 산홍 역
- SBS 대하사극 ‘왕의여자’ 애생역
- KBS 생방송 좋은 아침입니다 “김정민의 민요기행”진행
- MBC 10시 임성훈입니다
- “김정민의 우리소리 우습게 보지마라” 5회 연속강연
- KBS 추석특집 다큐멘터리 “김정민의 민요 기행”
- KBS 석가탄신일 특집다큐 음악 참가 석탄일 봉축행사 外
- MBC마당놀이 심봉사 심봤다 여주인공
- SBS 대하드라마 왕의 여자 애생 역, 국악작곡
- EBS 미니시리즈 ‘명동백작’ 임춘앵역
- 광주 MBC 얼씨구학당 초청강연(구정특집)
- 춘천, 원주, 전주 MBC 우리소리 강연
- KBS N세대 특강 초청 강연 연강
- EBS 기획특강 각 분야 5인 초청 강연
- KBS 문화동행 “김정민의 우리소리” 연강
- 대구KBS국악관현악단 협연 판소리 흥보가 눈대목 공연
- KBS2TV 명창 김정민의 완창판소리 흥보가 방영(공영방송최초)
- BBS불교방송 박범훈의 소리길여행 찬불가 특집 –김정민 편 출연
- 전주 MBC 판소리명창대첩 광대전 2020 대통령상 수상 8대 명창 출연
- 국악방송 국악계 판소리 명창들의 고품격 소리판 ‘판소리 소리로 그리다’ 출연
- 2021년 8.26 새미트로트 싱글 앨범 1집 ‘한많은 비빔밥’발매
- 2021년 시니어TV 트롯야사 MC
- 2022. 4. 18 새미트로트 싱글 앨범 2,3집 ‘잔칫날’ 발매
- 2022. 10.6 새미트로트 싱글 4집앨범 ‘꽃비'발매 예정

### 공연, 활동정보
- 국립창극단 ‘전봉준’, ‘심청전’공연
- 김덕수 사물놀이 ‘난장’ 개관공연 및 해외공연
- 영화 ‘휘모리’신인공모 2800:1로 여주인공 발탁,촬영
- 뉴욕 카네기홀 판소리 공연
- 호주 시드니 오페라 하우스 판소리공연
- 이탈리아 밀라노,로마,피렌체,베네치아 판소리완창공연
- 음악 총체극 ‘영고’주연으로 예술의 전당 공연
- 길상사 봉축행사 특별공연
- G20정상회의 축하공연 덕수궁 풍류 문화재 공연 Mc 공연
- 풍류 극장 ‘득음’ 사회
- 100년 범국민대회 ‘아리랑’ 공연 / 광화문 세종문화회관 앞 중앙광장
- 누구나 보기 쉬운 국악실기자를 위한 판소리 악보집 발매 예정
- 전주대사습놀이 명창부 심사위원
- 제9회 박록주제 박송희류 흥보가 발표회
- 제7회 박록주제 박송희류 흥보가 발표회 2015년 6월 풍류극장 ‘득음’ 흥보가공연
- 제10회 박록주제 박송희류 흥보가 발표회
- 제11회 박록주제 박송희류 흥보가 발표회
- 덕수궁 ‘풍류’ 공연 / 덕수궁 정관헌 / 문화재청, 국가문화재재단 주최
- 구례 제20회 송만갑 판소리 고수대회 명인명창공연 및 사회
- 구례 섬진아트홀 국악발전기금 전달식 및 축하공연
- 청담 ‘춤으로 날다’ 사회 및 공연 / 국가문화재재단 주최
- '가람전국국악경연대회' 주최 및 주관 한밭전통예술협회(이사장 김정민)
- 한음윈드오케스트라와 협연공연 및 사회 /국립극장 달오름극장
- 故박송희 명창 1주기 추모 음반 앨범 제작 3월 추모공연 시 관객전원무료배포
- 흥보가 악보전집 제작
- 적벽가 악보전집 제작
- 명창 김정민의 ‘박녹주제 흥보가’ 완창 CD 발매
- 故김대중 전 대통령 서거9주기 2018‘ 고양평화콘서트 '겨울을 품은 꽃' 사회 및 작창 , 판소리 공연
- 2018' 청담 '춤으로 날다' 사회 및 공연 / 국가문화재재단 주최
- 중앙대학교 100주년 기념 콘서트 판소리 공연/ 롯데콘서트홀
- 국회 <문화소도 개관식> 판소리 공연 / 국회 문화체육부관광 위원회 안민석 위원장 주최
- 경상남도 하동 토지문학제 판소리 공연
- 대구KBS국악관현악단 협연 판소리 흥보가 눈대목 공연
- 故김수환 추기경 선종 10주기 기념 저산너머 출판기념회 및 영화제작보고회 축하공연 / 명동성당
- KBS2TV 명창 김정민의 완창판소리 흥보가 방영(공영방송최초)
- 명창 김정민 & 재즈섹소폰 이정석 & 한음윈드오케스트라 유닛팀 협연 퓨전 국악 공연 / 올림픽공원 k-아트홀
- 2019 3.1 100년 범국민대회 ‘아리랑’ 공연 / 광화문 세종문화회관 앞 중앙광장
- 2019 4월18일 강남문화재단 주최 최승희의 아리랑 ‘봄이온다’ 판소리 흥보가 눈대목 공연
- 2019 5월 25일 구미 명창 박록주 생가복원 기금모금 및 40주기 추모 / 명창 김정민의 열세번째 흥보가 완창 곡연 / 구미문화예술회관 대공연장
- 2019 7월 26~28일 제3회 '전국가람국악경연대회' 주최및주관 (한밭전통예술협회 이사장김정민)/ 목원대학교 콘서트홀
- 2019 10월 5일 제19회 명창 박록주 전국국악대전 전야제 판소리 흥보가 눈대목 공연
- 2019 10월 19일 별볼일 가득한 3人3色 역사강연 강감찬&고려사토크쇼
- 2019 10월 28일 개교 101주년 ‘중앙인의 날’ 축하공연 사회 및 판소리 공연
- 2019 12월 1일 이탈리아 밀라노 판소리 ‘흥보가’ 완창 최초공연 Project Korean Traditional in Italy/Teatro Antonio Belloni (Barlassina, Italia)
- 2019 12월 14일 경기문화재단 주관 경기국악당 축제한마당 소.울.락 명창 김정민의 판소리 다섯마당
- 2019 12월 26일 BBS불교방송 박범훈의 소리길 여행 찬불가 특집 –김정민 편 출연
- 2020년 1월 13일 '중앙대학교 동문장학재단' 장학기금모음 캠페인 2020중앙인 신년희망콘서트 주관 및 판소리공연
- 2020년 경기아트센터 7월 12일 ‘2020 REBOOTING’ ‘김정민 명창’팀 희망의 무지개다리 국악 공연
- 2020년 9월말~10월 전주 MBC 판소리명창대첩 광대전 2020 대통령상 수상 8대 명창 출연
- 2021년 故박록주 명창 42주기 추모 ‘김정민의 박록주제 흥보가 완창’ 공연 / 구미 문화예술회관 세로넷 방송
- 2021년 제21회 명창 박록주 전국 국악대전 명창부 심사위원 위촉 / 전야제 공연
- 2021년 한강 잇는 뮤직토크쇼 조강에 평화의 배를 띄우다 축하공연
- 2021년 제20회 전국 청소년국악경연대회 심사위원 위촉
- 2021년 국악경연대회 심사위원 위촉
- 2021년 8.26 새미트로트 싱글 앨범 1집 ‘한많은 비빔밥’발매
- 2021년 시니어TV 트롯야사 MC
- 2021년 여수 mbc 오마이싱어 113회 출연
- 2021년 광주 mbc 보이는 라디오 놀라운3시 출연
- 2021년 12월 7일, 10일, 14일 이탈리아 (로마Teatro Torlonia: 떼아뜨로 토를로니아, 피렌체 Teatro Niccolini 떼아뜨로 니콜리니, 베네치아 M9 district Museo 900V 엠나인 디스뜨릭 뮤제오) 판소리 ‘흥보가’ 완창 순회 공연(17,18,19,20번째) 전석매진
- 2022. 3. 전주대사습놀이 보존회 이사 취임
- 2022. 3. ㈜지오앤위즈 대표이사 약식취임
- 2022. 4. 18 명창 김정민의 새미트로트 싱글 앨범 ‘잔칫날’ 발매
- 2022. 4. 18 명창 김정민의 새미트로트 싱글 앨범 ‘하늘이 땅되어’ 발매
- 2022. 7 ㈜지오앤위즈 화장품 및 건강식품 광고 촬영
- 2022 국립전통예술중. 고등학교 국악경연대회 성악부분 심사위원
- 2022. 5.16~ 국악방송 국악계 판소리 명창들의 고품격 소리판 ‘판소리 소리로 그리다’8대 소리꾼 출연
- 2022. 6.3 이탈리아 밀라노의 3대 극장(스칼라 오페라 하우스, 라 베르디 아우디토리움, 테아트로 달 베르메) 중 하나인 Teatro dal Verme(테아트로 달 베르메) 1436서 공연장(전석매진)에서 ‘적벽가’ 완창공연 (21번째)
- 2022~현재 이탈리아 유명배우 코시모 치니에리의 아들이자 영화 배급자인 헨리 롬브로소의 손자인 이탈리아 레오나르도 치니에리 롬브로소 감독과 판소리 다큐멘터리 제작 중
- 2022. 6 누구나 보기 쉬운 국악실기자를 위한 판소리 악보집 발매
- 2022. 10.6 명창 김정민의 새미트로트 싱글앨범 '꽃비' 발매
- 2022. 10.13 중앙대학교 총동문회 창립 70주년 개교 106주년 중앙인의 날 행사 / 총감독       및 공연
- 2022. 10.27 명창 김정민의 정통트로트 싱글앨범 - '똑똑' 발매
- 2023. 2. 11 대헌민악회 창단연주회 사회
- 2023. 3. 26 ㈜지오앤위즈 화장품 2차 광고촬영
- 2023. 3.28 ㈜지오앤위즈 대표이사 정식취임
- 2023.5.22. 프랑스 한국문화원 ‘판소리4바탕4대목’ 완창 공연(22번째) (전석매진)
- 2023.7.4. ‘김정민이 쏘아올린 K-국악’ 관객과 소통하는 강연식 국악콘서트(전석매진) : 이탈리아 판소리 다큐멘터리 동시 촬영 진행
- 2023‘ 10월 21일 명창 김정민의 판소리 10주년 기념 강연식 국악콘서트 : 이탈리아 판소리 다큐멘터리 동시 촬영 진행
- 2024년 1월 20일 명창 김정민 박록주제 박송희류 판소리 흥보가 스물세번째 완창 공연 예정

### 강연
- MBC 10시 임성훈입니다. “김정민의 우리소리 우습게 보지마라” 연속강연
- 춘천, 원주, 전주 MBC 우리소리 강연
- KBS N세대 특강 초청 강연 연강
- EBS 기획특강 각 분야 5인 초청 강연
- KBS 문화동행 “김정민의 우리소리” 연강
- 중앙교육공무원 “김정민의 우리소리” 강연
- 서울 대검찰청 김정민의 우리소리 연강
- 인재개발원 김정민의 우리소리 연강
- 공정거래위원회 김정민의 우리소리 연강
- 포스코 김정민의 우리소리 연강
- 삼성, GS, 대우, KT 김정민의 우리소리 연강
- KB국민은행, IBK기업은행 김정민의 우리소리 연강
- 동국대학교, 고려대, 경기대, 연세대 판소리미학 강의
- 국회 국무총리실 김정민의 우리소리강연
- 광주 MBC 얼씨구학당 (구정특집) 초청강연
- 안전행정부 김정민의 우리소리 강연
- 산업구조기술원 김정민의 우리소리 강연
- 한국 예술문화원 ‘민족의 혼 아리랑을 찾아’ 사회 및 공연
- 창원문화재단 성산아트홀수요문화대학 김정민의 우리소리 강연
- 서울 시청 주관, 중앙대 외국학연구소 기획 시민인문강좌 <음악으로 풀어내는 동북아 스토리텔링>
- KBO리그 LG트윈스 대 SK와이번즈 야구경기 국민의례 애국가 제창
- 울산 경상일보 주최 명품특강 제9기 비즈니스컬처스쿨(BCS) 오피니언리더 대상 강연
- 중소기업진흥공단 글로벌리더십연수원 CEO아카데미 판소리 강연 / 삼성동 소노펠리체컨벤션
- 대검찰청 우리소리 강연
- 중앙대학교 <중앙인과 한국사회> 온라인 실시간강의 / 중앙대학교 1백주년 기념관
- 경찰대학교 우리소리 강연
- 고전번역원 우리소리 강연